# Borșciovîci, Pustomîtî
Borșciovîci (în ucraineană Борщовичі) este o comună în raionul Pustomîtî, regiunea Liov, Ucraina, formată numai din satul de reședință.

## Demografie
Componența lingvistică a comunei Borșciovîci
     Ucraineană (99,38%)
     Alte limbi (0,61%)
Conform recensământului din 2001, majoritatea populației comunei Borșciovîci era vorbitoare de ucraineană (99,38%), existând în minoritate și vorbitori de alte limbi.